# Землетрясение в Эквадоре (2016)

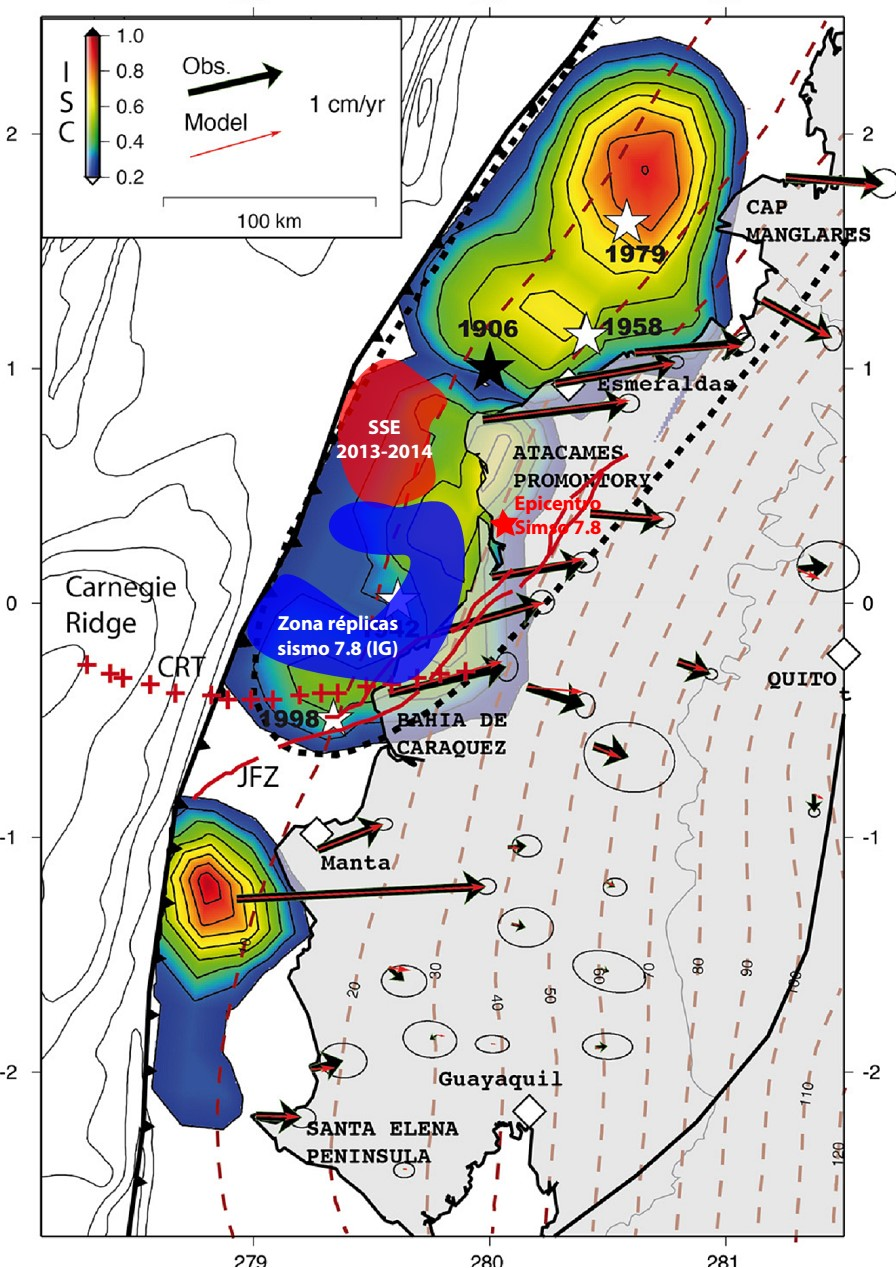
Накопление энергии в прибрежной зоне. Красные цвета показывают области с большим накоплением деформаций. Красные кресты отмечают расположение землетрясений, большая красная звезда показывает эпицентр землетрясения 16 апреля. Красное пятно показывает область, в которой проходило «медленное землетрясение» 2013—2014 годов. Красные стрелки показывают вычисленные перемещения пластов, чёрные стрелки показывают перемещения пластов, полученные с помощью GPS.

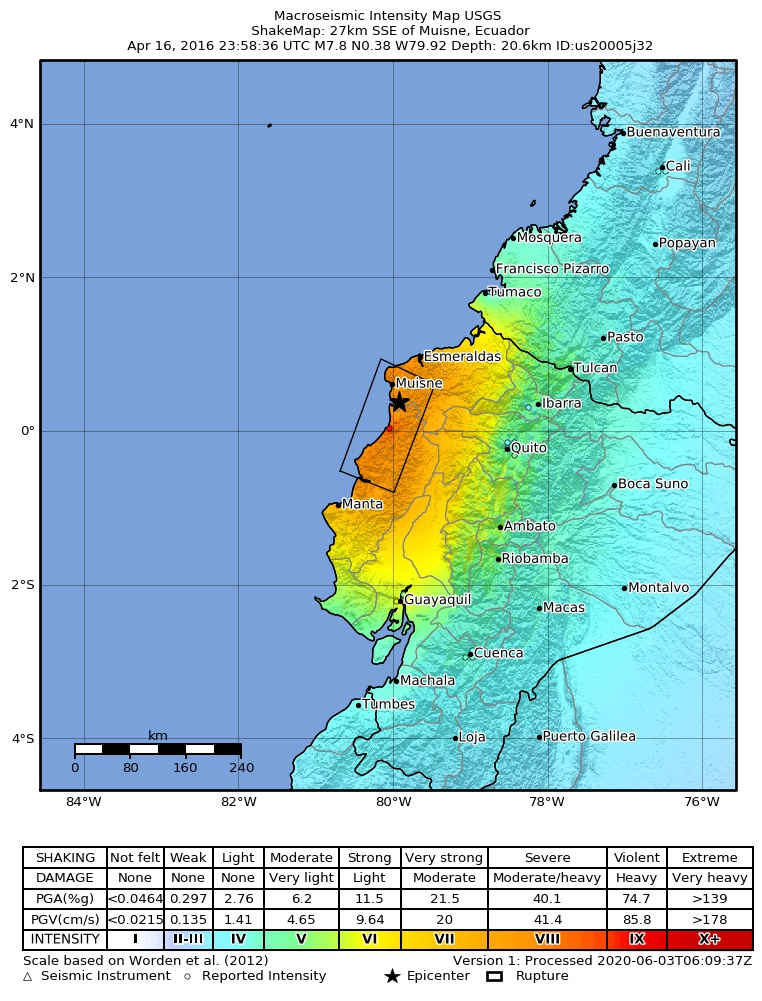
Карта сейсмической интенсивности землетрясения 16 апреля 2016 года в Эквадоре (Снимок USGS)

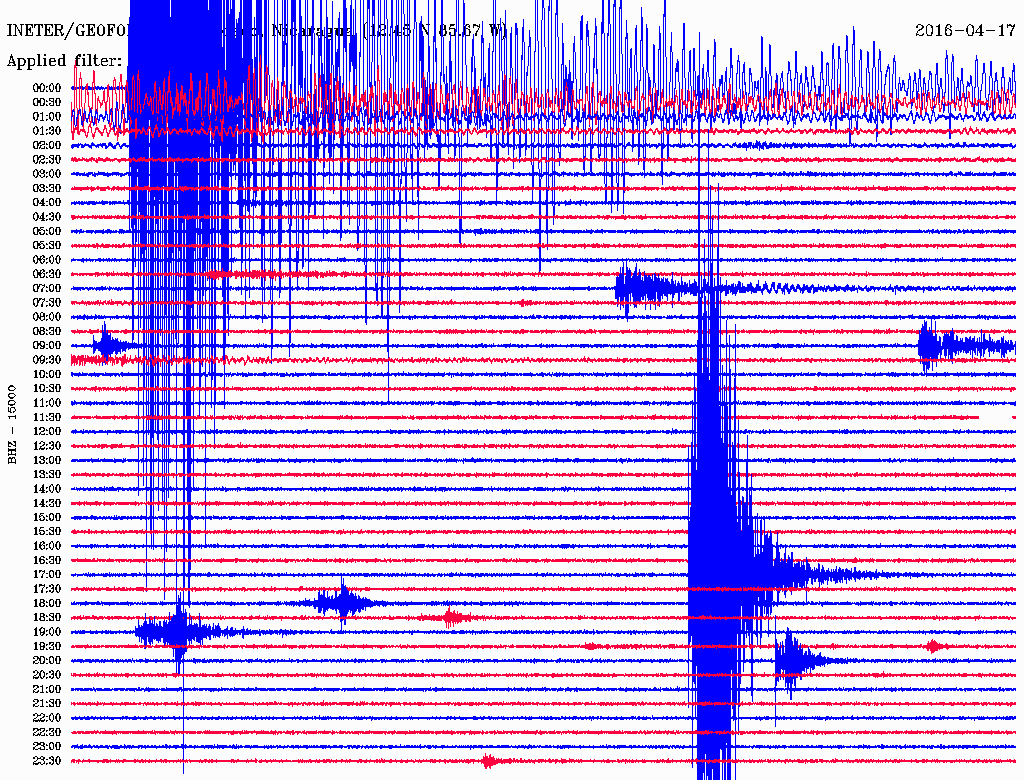
Сейсмограмма станции в Никарагуа 16 апреля. Внизу справа локальное землетрясение магнитудой 4,8 M_{w}.

Землетрясение в Эквадоре произошло 16 апреля 2016 года в 18:58 по эквадорскому времени. Центр землетрясения находился приблизительно в 27 км от города Муисне в малонаселённой части страны и в 170 км от столицы Кито, где он сильно ощущался. Магнитуда землетрясения составила 7,8 Mw. Произошли многочисленные разрушения. Погибли 660 человек, 32 пропали без вести, 51 376 ранены.
Президент Эквадора Рафаэль Корреа объявил о введении чрезвычайного положения в связи с землетрясением. 13 500 военнослужащих и сотрудников полиции были направлены для проведения операций по восстановлению.

## Разрушения
Толчки ощущались в соседних Колумбии и Перу. Клиника в Кали (Колумбия) была эвакуирована в качестве меры предосторожности. Тихоокеанский центр предупреждения цунами выдал предупреждение о возможном цунами для Колумбии, Коста-Рики, Эквадора, Панамы и Перу. Это крупнейшее землетрясение в Эквадоре после землетрясения 1979 года.
Большая часть города Педерналес, расположенного недалеко от эпицентра землетрясения, была разрушена. В городе Гуаякиль, расположенном на расстоянии 300 км от эпицентра, разрушился мост, в результате чего были повреждены несколько автомобилей, погиб водитель.
В Манте башня управления аэропорта была сильно повреждена. Сотрудники аэропорта получили ранения, аэропорт закрыт.
Шесть домов рухнули и многие другие были повреждены в столице страны Кито.
660 человек погибли, 32 пропали без вести, 51 376 ранены. Это делает его самым смертоносным землетрясением в Эквадоре после землетрясения 1987 года. По крайней мере, 41 человек погибли в Манте, Портовьехо и Гуаякиле, расположенных за сотни километров от эпицентра землетрясения.
В связи с землетрясением, чрезвычайное положение было объявлено на всей территории страны и национальная гвардия была мобилизована для оказания помощи в проведении спасательных работ. Для оказания помощи были задействованы около 10 000 военнослужащих и 3500 полицейских. Президент Эквадора Рафаэль Корреа прервал поездку в Италию и вернулся в Эквадор. Гидроэлектростанции и нефтепроводы были закрыты в качестве меры предосторожности. Международный аэропорт имени Хосе Хоакина де Ольмедо в городе Гуаякиль также был закрыт.

## Афтершоки
По данным геофизического института Национальной политехнической школы, до 08:40 (по местному времени) 18 апреля произошло 315 подземных толчков магнитудой от 3,5 до 6,1.
17 апреля в 02:13 произошёл самый большой афтершок с магнитудой 6,1 вблизи Кабо Пасадо в провинции Манаби.
20 апреля произошёл афтершок с магнитудой 6,1 в соответствии с данными Геологической службы США, с эпицентром в 25 километрах к западу от Мюсне кантона Мюсне в провинции Эсмеральдас на глубине 15,7 км.
По состоянию на 23 апреля были зафиксированы 782 подземных толчка.

## Галерея изображений

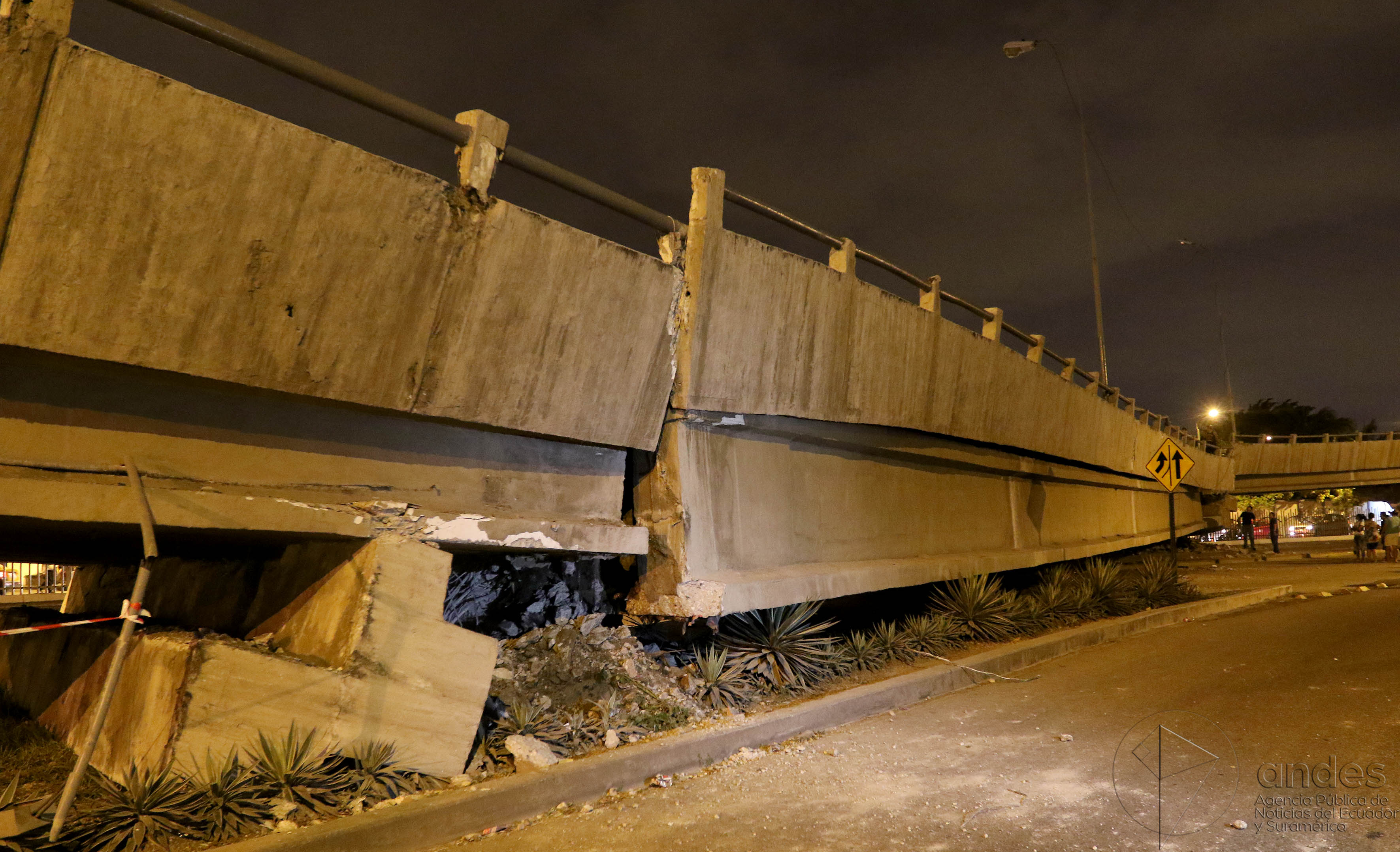
Разрушенный мост в Гуаякиле
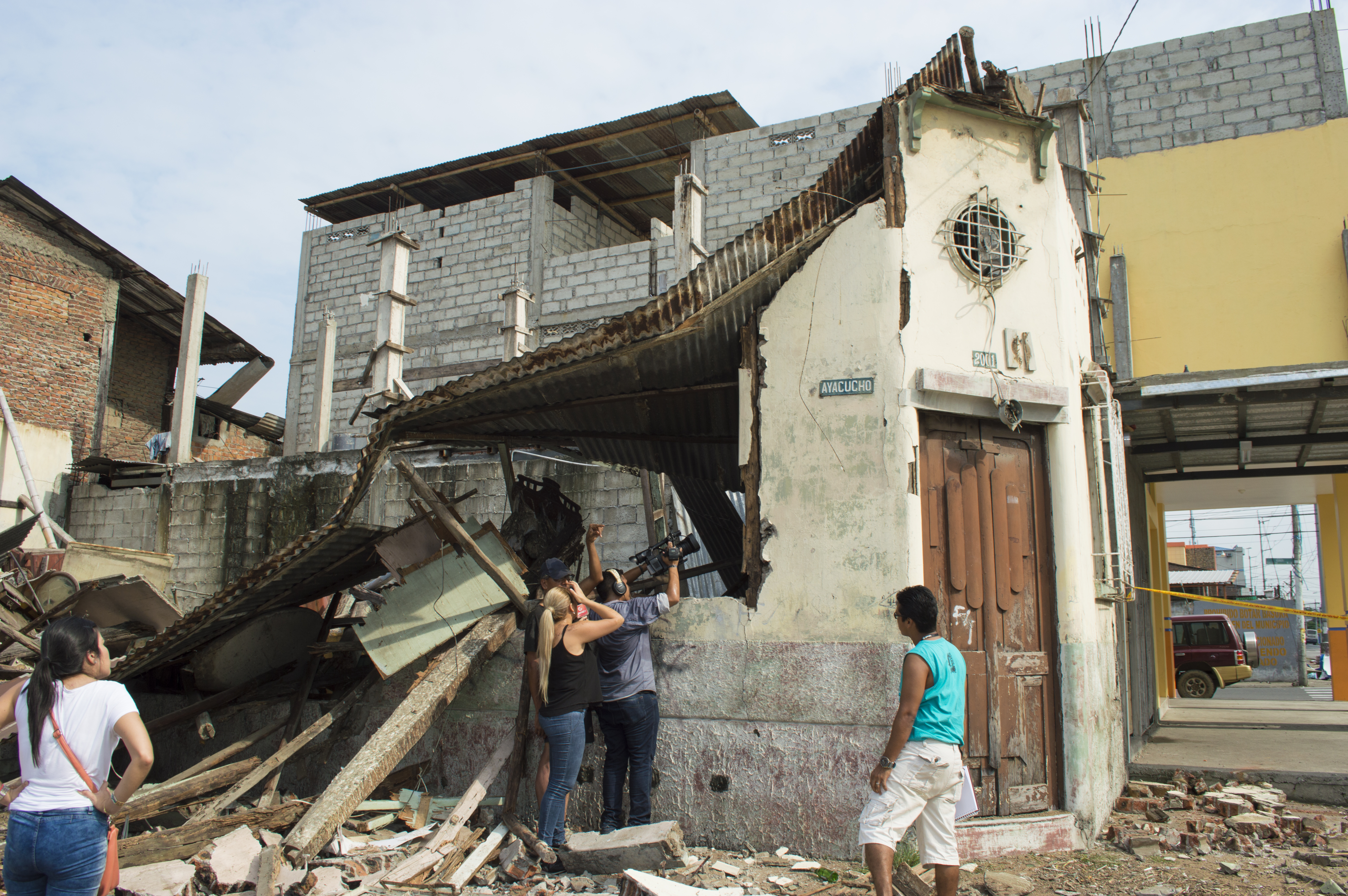
Разрушенное здание в Гуаякиле
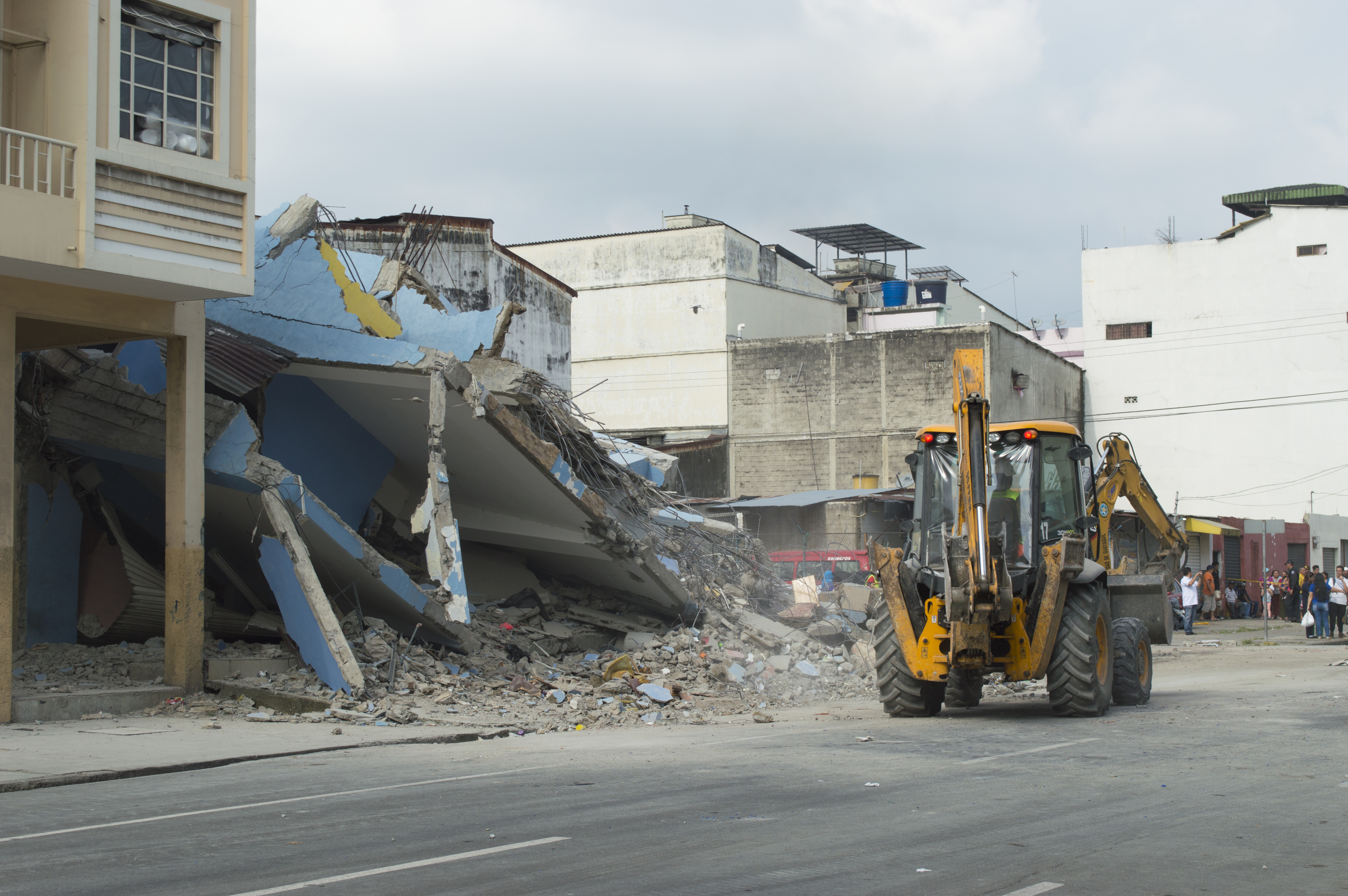
Разрушенное здание в Гуаякиле
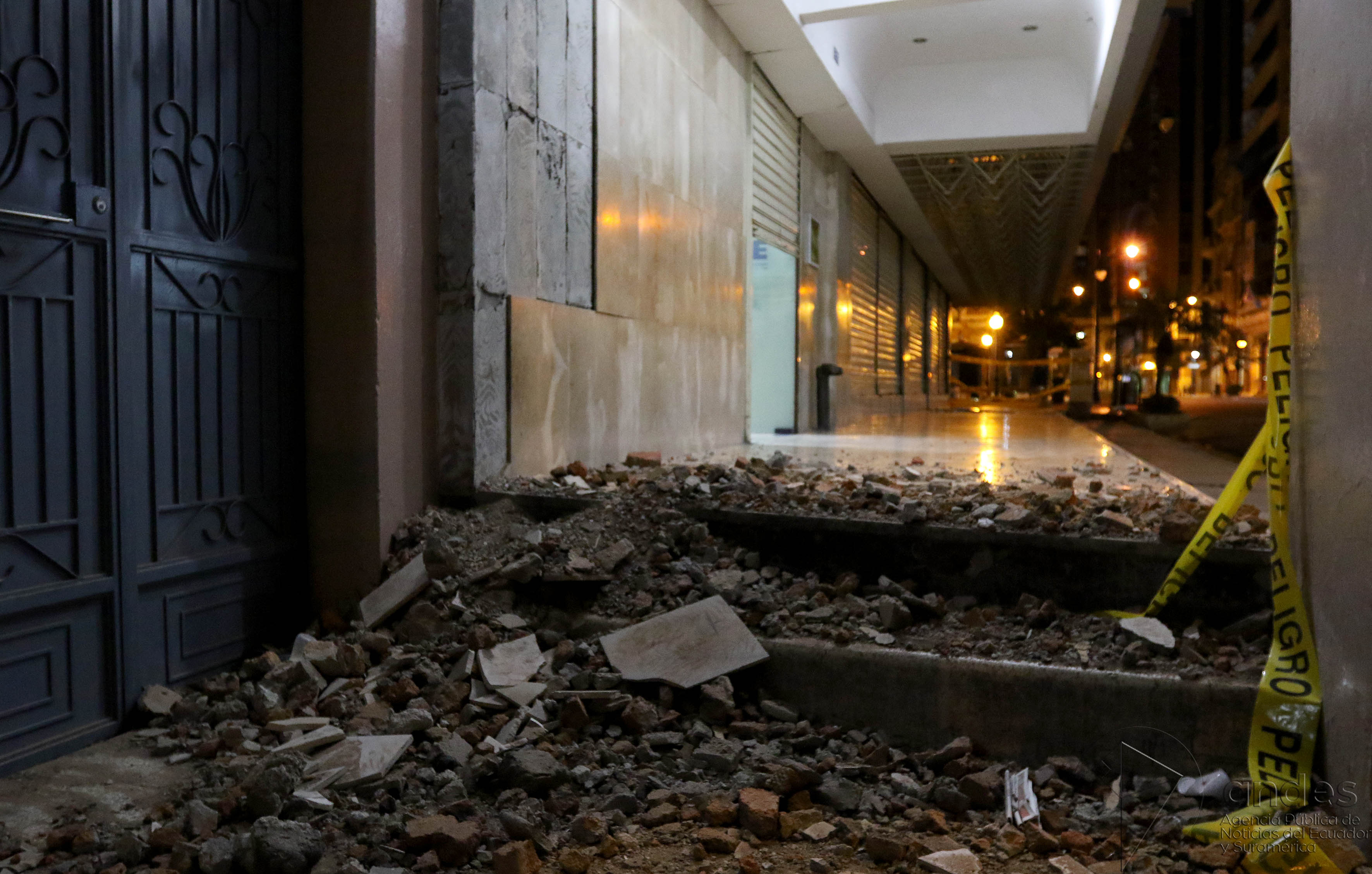
Обломки на тротуаре в Гуаякиле
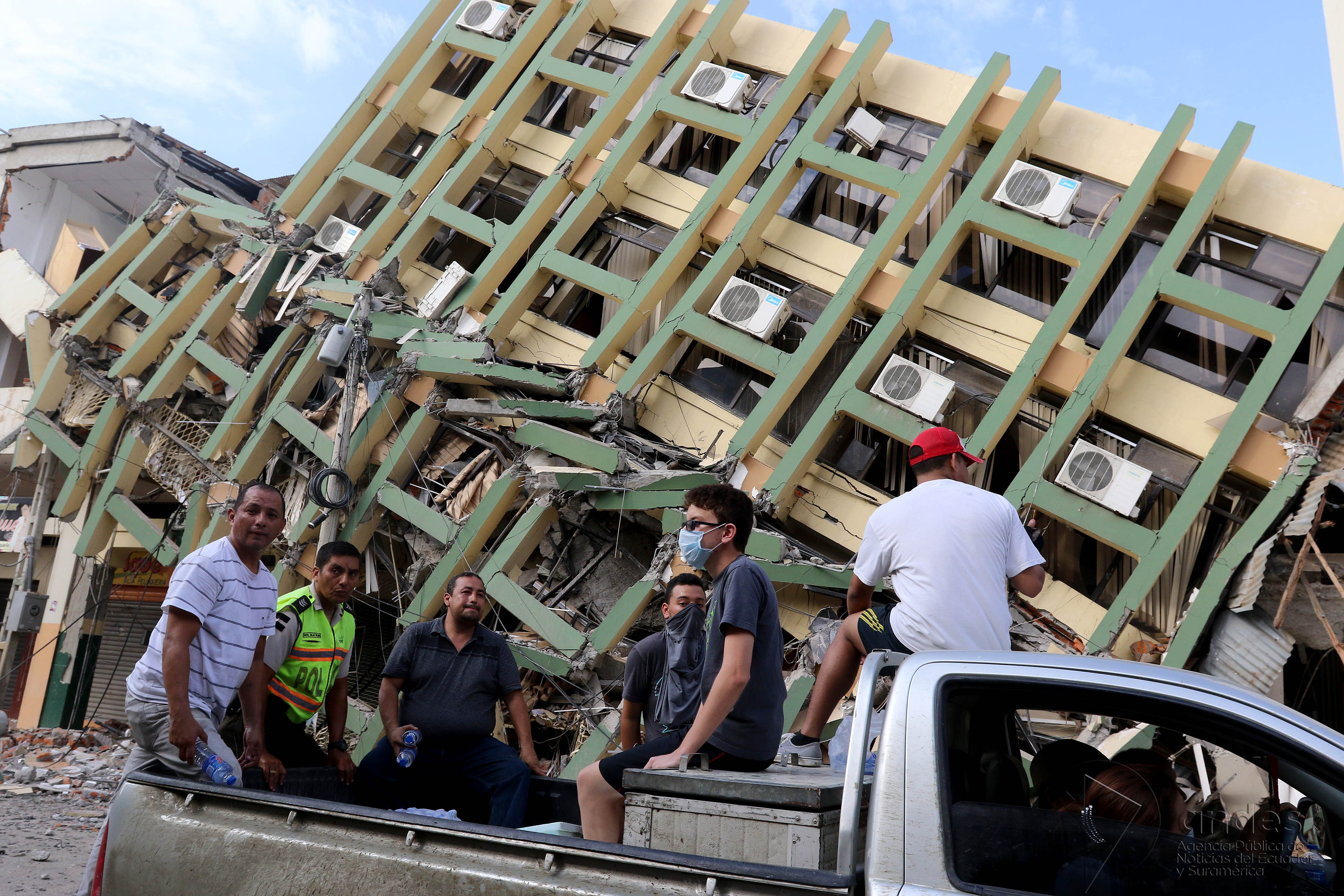
Разрушения центра Портовьехо.
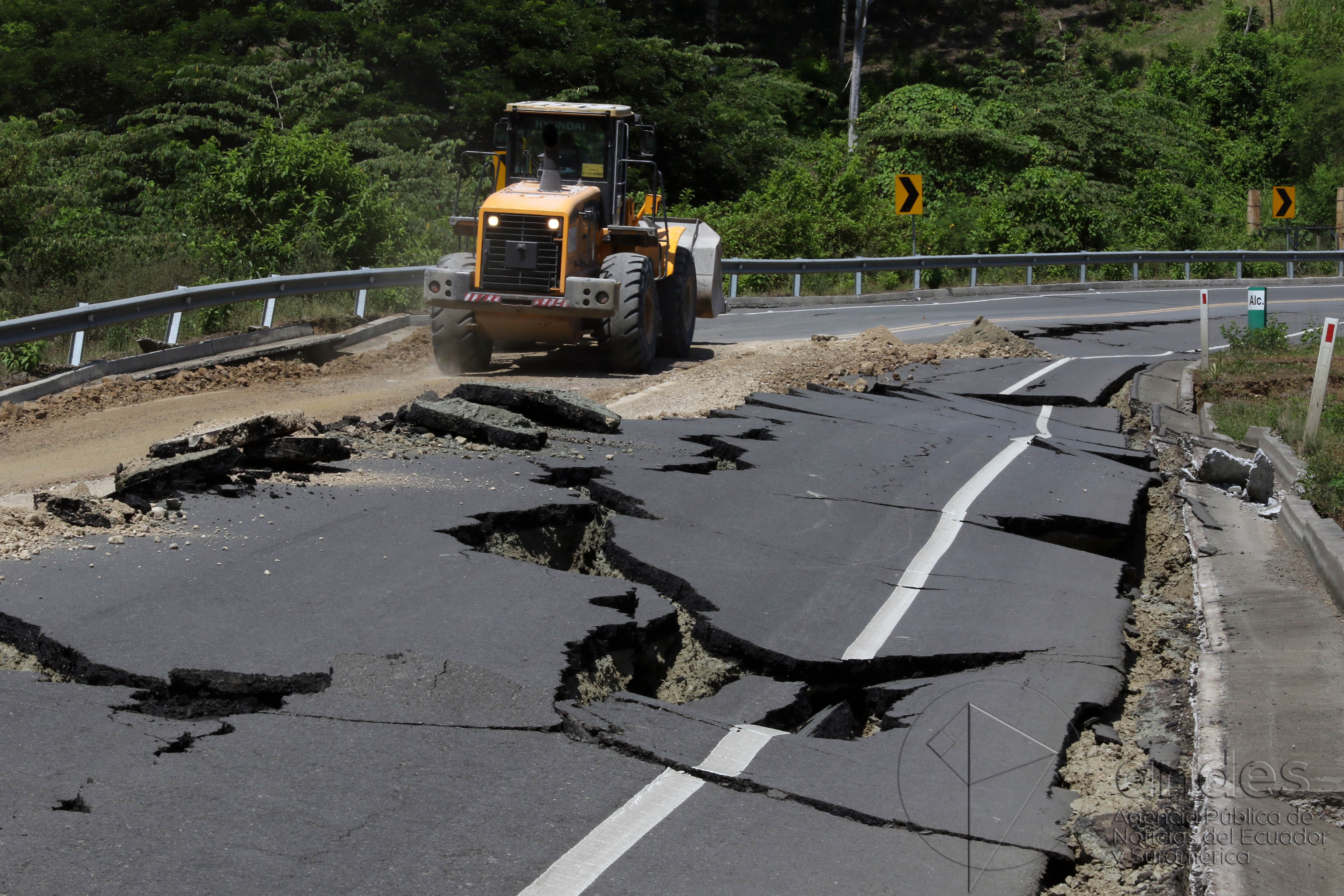
Разрушение дороги кантона Джама